# Sahawar
Sahawar là một thị xã và là một nagar panchayat của quận Etah thuộc bang Uttar Pradesh, Ấn Độ.

## Địa lý
Sahawar có vị trí 27°48′B 78°51′Đ / 27,8°B 78,85°Đ Nó có độ cao trung bình là 176 mét (577 feet).

## Nhân khẩu
Theo điều tra dân số năm 2001 của Ấn Độ, Sahawar có dân số 20.457 người. Phái nam chiếm 53% tổng số dân và phái nữ chiếm 47%. Sahawar có tỷ lệ 35% biết đọc biết viết, thấp hơn tỷ lệ trung bình toàn quốc là 59,5%: tỷ lệ cho phái nam là 42%, và tỷ lệ cho phái nữ là 28%. Tại Sahawar, 19% dân số nhỏ hơn 6 tuổi.